# 1067 Lunaria
1067 Lunaria este un asteroid din centura principală, descoperit pe 9 septembrie 1926, de Karl Reinmuth.